# Bigo Live
BIGO LIVE ist eine Live-Streaming-Plattform, die im Jahr 2014 in Singapur von dem Unternehmen BIGO Technology gegründet wurde. BIGO Technology entwickelte eine künstliche Intelligenz (AI) samt maschinellem Lernen und integrierte diese in die App. Die AI-Funktionen werden eingesetzt, um das Nutzerverhalten und die Nutzererfahrung zu verbessern. Zuschauer können Streamer durch In-App-Käufe unterstützen. BIGO ist auch Eigentümer von Likee, einer Plattform für Kurzvideos.

## Geschichte
Im März 2016 wurde Bigo Live für iOS- und Android-Betriebssysteme auf den Markt gebracht und von 2016 bis 2017 betrieb BIGO LIVE mehrfach die Download-Charts von Google Play und Apple Store in Thailand, Vietnam, Indonesien, Singapur, Malaysia und auf den Philippinen.
Im Dezember 2018 erreichte Bigo Live 26,7 Millionen monatlich aktive Nutzer. Im November 2019 waren es bereits monatlich über 350 Millionen aktive Nutzer weltweit. Anfang 2021 waren es weltweit 400 Millionen Nutzer.
Im März 2019 schloss das an der Börse NASDAQ notierte Unternehmen JOYY Inc. die Übernahme von BIGO Technology ab.
Im März 2020 rangierte das Unternehmen in den Vereinigten Staaten auf Platz 6 und weltweit auf Platz 5 der Streaming-Apps, basierend auf dem Gesamtumsatz mit In-App-Käufen.
Im Mai 2020 ging Bigo Live eine Partnerschaft mit dem Online-Sicherheitsunternehmen Bark ein, um den Kinderschutz im Online-Bereich gewährleisten zu können. Im Dezember 2020 folgte die Ankündigung einer Partnerschaft mit The Trevor Projekt, der weltweit größten Organisation zur Selbstmordprävention und Krisenintervention für LGBTQ-Jugendliche.

## Funktionen

### Streaming
Streamer können Live-Videos übertragen und virtuelle Geschenke von Unterstützern erhalten. Die Nutzer können Live-Streams ansehen. Nutzer, die bestimmte Anforderungen erfüllen, können eigene Communities gründen.
Es werden Live-Streams von Spielen wie PUBG, League of Legends, RoV, Free Fire, Fortnite, Call of Duty, Dota 2, Hearthstone, Rules of Survival usw. gezeigt. Im Jahr 2020 trat Bigo Live als Sponsor von Box Fighting Championship auf.

### Live-Videochat und Videoanruf
Nutzer können mit anderen Nutzern 1:1 Online-Videochats, Gruppen-Videochats oder Videoanrufe mit bis zu 9 Personen über den Multi-Gäste-Raum durchführen. Mittels Match-up-Funktion können Nutzer einen zufälligen Chat mit Personen in ihrer Nähe beginnen. In diesen Chats können Videofilter und Sticker genutzt werden.

### Live-PK
Streamer können Herausforderungen anderer Personen annehmen, bei denen es darum geht, mehr Punkte als der Kontrahent zu erreichen.

### Bar
In der Bar-Funktion können Bilder und kurze Videos geteilt werden. Häufig werden Kurzvideos und Screenshots der ihren Live-Streams hochgeladen.

### Virtuelles Live
Im Jahr 2021 führte BIGO Live sogenannte Virtual Live 3D-Avatare ein. Die Nutzer können sich selbst als digitale Avatare darstellen, die sie in der App verwenden. Die Funktion „Virtual Live“ wurde mit einer Mischung aus VR- und AR-Technologie entwickelt, um realistische Gesichtsausdrücke zu erkennen und die Bewegungen der Nutzer beim Livestreaming in Echtzeit darzustellen.